# 12028 Annekinney
12028 Annekinney è un asteroide della fascia principale. Scoperto nel 1997, presenta un'orbita caratterizzata da un semiasse maggiore pari a 2,5929147 UA e da un'eccentricità di 0,1746103, inclinata di 14,30700° rispetto all'eclittica.